# 世界自由民主聯盟
世界自由民主联盟（英語：World League for Freedom and Democracy，縮寫WLFD，简称“世盟”）是一个成立于1966年的国际非政府组织，也是聯合國全球傳播處的成员。其前身为1954年成立的亚洲人民反共联盟（简称“亚盟”）。

## 历史沿革
第二次世界大战结束后，全球共产主义势力开始扩张。时任中华民国总统蒋中正为团结亚洲国家联合反共，于1949年先后访问菲律宾与韩国，与时任菲律宾总统埃尔皮迪奥·基里诺和时任韩国总统李承晚一同倡议筹组反共联盟。1954年6月15日，亚洲人民反共联盟（英語：Asian Peoples' Anti-Communist League）在韩国镇海正式成立并召开了第一届会议，共有中华民国、韩国、菲律宾、泰国、南越五个国家以及香港、澳门、琉球三个地区共八个成员参加。会上通过了亚盟组织原则与亚盟宣言，以反对共产主义、推翻共产党政权为其目标。
1966年11月，在首尔举行的亚盟第十二届会议通过决议，决定以亚盟和反布尔什维克国家集团（Anti-Bolshevik Bloc of Nations，简称ABN,是由乌克兰民族主义者组织的主要领导人雅罗斯拉夫·斯捷茨科创立的反共产主义非政府组织）为基础，扩大發展為世界反共联盟（英語：World Anti-Communist League），由谷正纲出任世盟筹备委员会主席。1967年9月世盟第一届会议在台北举行，共有64个国家与地区、以及12个国际反共组织参加，谷正纲当选第一届理事会主席。大会通过了世界反共宣言与世界反共联盟共同纲领。
1990年7月，举行的世盟第二十二届会议决定，次年起，联盟更名为世界自由民主联盟（英語：World League for Freedom and Democracy）。1993年，世盟成为联合国非政府组织（UN DPI/NGO）的正式成员。
每年世盟都会举行年会，并在台湾举行世界自由日庆祝大会。

## 历任领导人

### 亞盟（世盟）中華民國總會理事長
- 谷正綱（1954—1988）（1954年成立亞洲反共聯盟，1967年成立世界反共聯盟）
- 張建邦（1988—1989）
- 趙自齊（1989—1997）（1990年由世界（亞洲）反共聯盟更名為世界（亞洲）自由民主聯盟）
- 饒穎奇（1997—2006）
- 曾永權（2007—現在）

### 世界自由民主聯盟總會會長
- 趙自齊（1991—1999）
- 張建邦（1999—2002）
- 饒穎奇（2002—現在）

## 参与过亚洲人民反共联盟、世界反共联盟或世界自由民主联盟活动的名人
- 笹川良一, 甲级战犯嫌犯，亿万富豪，日本极右翼政治活动家。
- 文鲜明，统一教的创始人和会长
- 儿玉誉士夫,甲级战犯嫌犯，特工，日本极右翼政治活动家。
- 马里奥·桑多瓦尔·阿拉尔孔, 危地马拉极右翼政治家，曾任危地马拉副总统,
- 乔治·阿尔米兰特, 意大利新法西斯主义政党意大利社会运动的创始人和总书记。
- 兹米特里·卡斯莫维奇, 白俄罗斯政治人物，二战时曾与德国合作，并担任过明斯克和斯摩棱斯克的辅警司令
- 西奥多·奥伯兰德, 西德政府部长，前纳粹党员
- 安特·帕韦利奇, 乌斯塔沙创建人兼领袖，克罗地亚独立国领袖。
- 奥托·斯科尔兹内,[4] 德国党卫军上校，有“欧洲最危险的男人”之称。
- 阿尔弗雷多·斯特罗斯纳, 巴拉圭总统，拉丁美洲独裁政治的“标本式人物”
- 约翰·阿什布鲁克，美国众议员，美国新右派政治人物
- 杰西·亚历山大·赫尔姆斯，美国参议员，美国外交关系委员会主席，美国保守派代表人物
- 雅罗斯拉夫·斯捷茨科（英语：Yaroslav Stetsko），乌克兰国民政府总理，oun-b领导人，反布尔什维克国家集团主席
- 豪尔赫·拉斐尔·魏地拉，阿根廷总统，曾指挥肮脏战争
- 蒋中正，中华民国总统，亚洲人民反共联盟的共同倡建者，前共产国际执委主席团名誉委员
- 蔣宋美齡，中华民国第一夫人
- 朴正熙，韩国总统
- 李承晚，韩国总统，亚洲人民反共联盟的共同倡建者
- 阮文绍,南越总统
- 他侬·吉滴卡宗，泰国总理
- 费迪南德·马科斯，菲律宾总统
- 乌戈·班塞尔，玻利维亚总统
- 何塞·菲格雷斯·费雷尔，哥斯达黎加总统，社会民主主义者
- 霍里亚·西马，罗马尼亚铁卫团末代领导人，罗马尼亚王国部长会议副主席
- 查尔斯·爱迪生，美国海军部长、新泽西州州长、托马斯·爱迪生的儿子
- 费伦茨·法尔卡斯·德·基什巴尔纳克，二战时期的匈牙利将领
- 伊纳穆拉·汗，世界穆斯林大会的创始人和秘书长
- 列夫·多布里安斯基，美国驻巴哈马大使、被奴役国家委员会主席
- 山口二矢，刺杀浅沼稻次郎的日本右翼人士
- 崔斗善，韩国总理
- 井口貞夫,日本驻美、驻台大使
- 苏珊·拉班，法国反共活动家、反斯大林主义左翼的支持者
- 罗伯特·汤普森，加拿大社会信用党党魁、埃塞俄比亚教育副大臣
- 罗伯特·克洛斯，比利时参议员、二战时期的比利时将领
- 周以德,美国众议员
- 帕特里克·沃尔，英国下议院议员、保守党周一俱乐部和英国不明飞行物研究协会的主席
- 弗拉基米尔·康斯坦丁诺维奇·布科夫斯基，苏联人权活动家
- 约瑟夫·伦斯，荷兰外交大臣，北约秘书长
- 约翰·辛格劳布，美国陆军少将，cia创始成员，驻韩美军参谋长
- 孙运璿，中华民国行憲後第10任行政院院长
- 古斯塔沃·雷,智利空军司令，1973年智利政变的主导者之一
- 丹尼尔·格雷厄姆,美国陆军中将，美国国防情报局局长
- 严家淦，中华民国行憲後第五任总统
- 奥托·冯·哈布斯堡，奥匈帝国末代皇储，哈布斯堡家族族长，国际泛欧联盟总裁
- 第十四世达赖喇嘛，西藏政府的最高领导人（1950~1959年）
- 加夫里尔·哈里托诺维奇·波波夫，莫斯科市长
- 吳漢潤，柬埔寨演员，红色高棉集中营的幸存者
- 小约翰·席德尼·麦凯恩，美国海军上将，太平洋司令部司令
- 小威廉·F·巴克利,美国保守主义政论家，《国家评论》创办人，“美国二十世纪后半最重要的公共知识分子之一
- 安纳斯塔西奥·索摩查·德瓦伊莱，尼加拉瓜总统，索摩查家族族长
- 塞尔希奥·奥诺弗雷·哈尔帕,皮诺切特时期的智利内政部长，阿连德时期的反对党领袖
- 孙元一，韩国国防部长
- 潘輝括，南越总理
- 斯特罗姆·瑟蒙德，美国参议院临时议长，南卡罗来纳州州长
- 岸信介，日本首相，甲级战犯嫌疑人
- 佐藤荣作，日本首相
- 贺屋兴宣，日本法务大臣，大藏大臣，甲级战犯
- 金貞烈，韩国总理
- 奧勒·比約恩·克拉夫特，丹麦外交大臣，国防大臣
- 曼努埃尔·乌鲁蒂亚·列奥，古巴总统
- 阿尔贝托·马丁-阿尔塔霍，西班牙国外交部长
- 谷正之，日本外务大臣，甲级战犯嫌疑人
- 约翰·麦凯恩，美国参议员，2008年美国总统候选人